# 百度旗下網站暗藏惡意代碼事件
百度旗下网站暗藏恶意代码事件，指百度旗下的下載網站hao123被防毒公司火绒安全实验室在2017年2月28日揭發，用戶下載任何軟件，都會被捆綁下載並自動執行「nvMultitask.exe」，通過云端劫持，「劫持各种互联网流量[...]将流量输送给hao123导航站。同时，还会篡改电商网站、网站联盟广告等链接，用以获取这些网站的流量收入分成」。2017年3月3日，百度在新浪微博「鄭重致歉」，指“被报道的情况真实存在”，並已清除相關惡意代碼。
火绒安全溯源其代碼，指最晚在2016年9月該代碼已被寫成。該惡意代碼被稱為「流量收割者」（Rogue/NetReaper）。

## 引用文獻
1. 1 2  火绒安全.  (PDF). 火绒安全. 2017  [2020-04-18]. （原始内容存档 (PDF)于2017-04-15）.
2. 1 2  李根. . 新浪科技. 2017年03月03日 11:42. （原始内容存档于2017-03-03）.
3. 1 2  . 火绒安全. 2017-02-28  [2020-03-30]. （原始内容存档于2017-03-01）.
4. ↑  搜狐號'雷锋网'. . 搜狐網. 2017-03-03 13:17. （原始内容存档于2020-03-30）.